# 西園寺公俊
西園寺 公俊（さいおんじ きんとし）は、南北朝時代の公卿・武将。通説では西園寺公良の子とされるが、あるいは太政大臣西園寺公重の子か。伊予国に下向土着し、河野氏と提携して国衙支配を展開した。伊予西園寺氏の祖。

## 経歴

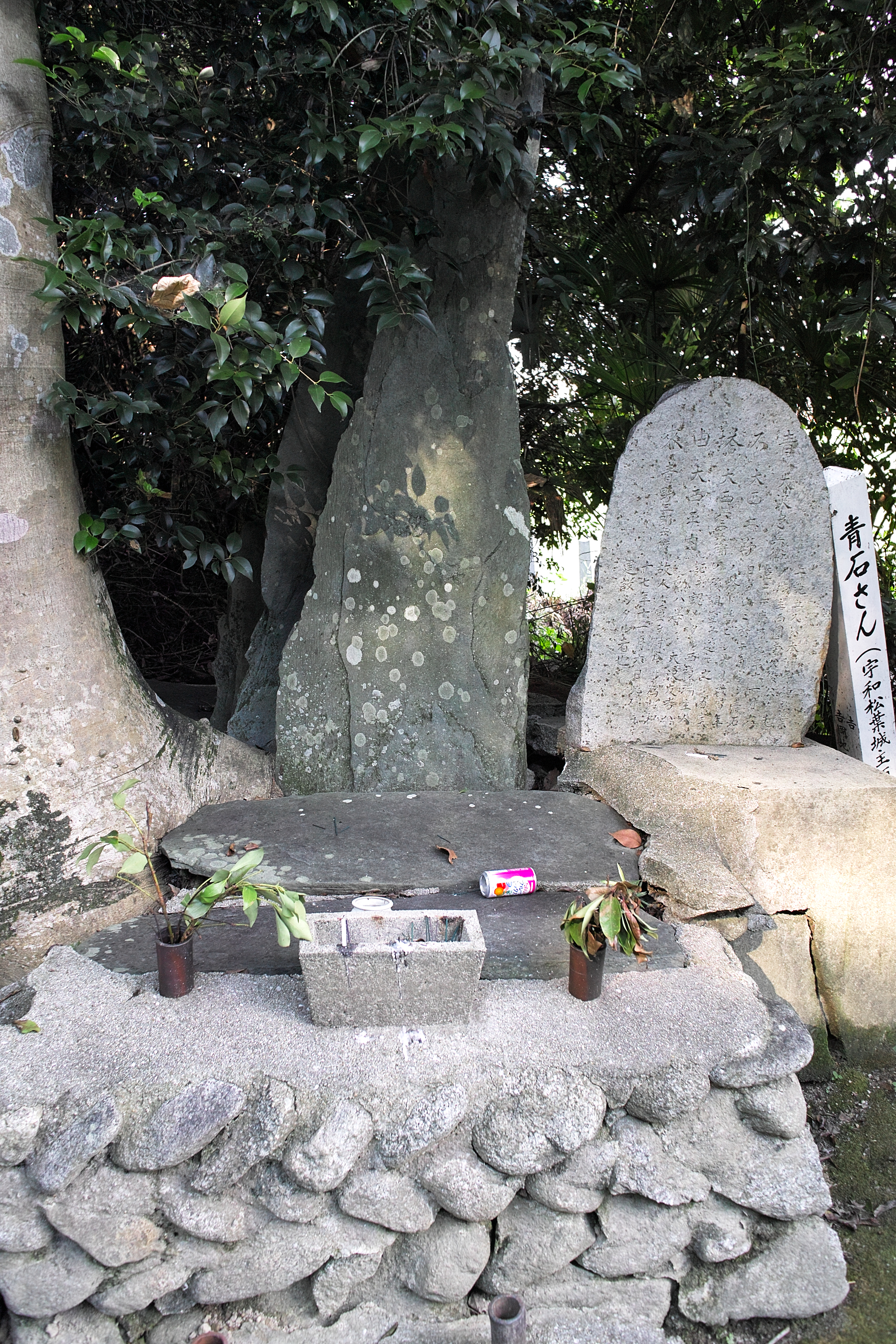
西園寺公俊墓所（青石さん）

天授2年/永和2年（1376年）3月に公俊（または公良）が伊予松葉城に下向したとする系図もあるが、それ以前から既に宇和で活動していたことが史料に確認できる。『予章記』･『予陽河野家譜』によると、正平21年/貞治5年（1366年）九州に出陣していた河野通直が伊予へ帰国する途次、兵船が不足したので宇和の西園寺氏に頼ったといい、正平23年/応安元年（1368年）閏6月通直が宍草入道の拠る大空城を攻略した際には、西園寺氏一党もこれに加勢したという。
また、同年から正平24年/応安2年（1369年）にかけて、領内の寺院に向けて西園寺大納言某の発給した国宣・御教書が数通伝存しているが、この人物も公俊に比定されるだろう。しかも、文書様式と「正平」元号の使用から鑑みて、公俊は南朝方の知行国主に相違なく、その出自も同じく南朝に属した公重の遺児と見なすのが自然である。北朝方の嫡流実俊に対抗したい公俊は伊予守護河野氏と提携し、寺社興行を主体に直務で国衙支配を展開したとみられる。
天授5年/康暦元年（1379年）4月康暦の政変で失脚した細川頼之が讃岐国に下向すると、通直は7月3代将軍・足利義満に誼を求めて伊予守護職に任じられ、公俊もこれに従って北朝方へ帰属したのだろう。同年9月通直が義満から頼之討伐の命を受けたため、公俊はこれを助けて桑村郡佐志久原に出陣。11月6日細川方に急襲されて敗退し、河野一族と共に自害して果てたという（佐志久原の合戦）。公俊の墓は俗に「青石様」と呼ばれ、佐志久山の中央部東の山裾に伝えられている。
ところが、『興隆寺文書』の中には、康暦2年（1380年）9月16日付で発給された西園寺右大将某の御教書が含まれる。この袖判は先の大納言某の花押と一致するから、公俊は佐志久原に果てることなく、なおも伊予の知行国主として国衙支配を継続していたことになろうが、その後の消息を知り得る手掛かりはない。

## 系譜
- 父：西園寺公良?または西園寺公重
- 母：不詳
- 妻：河野通朝娘
- 生母不明の子女
  - 男子：西園寺実房